# Chavarriella oroyana
Chavarriella oroyana là một loài bướm đêm trong họ Geometridae.